# Max Biaggi
Max Biaggi (ur. 26 czerwca 1971 w Rzymie) – włoski motocyklista.
Jako nastolatek marzył o tym, by zostać piłkarzem. Trenował ciężko i pragnął zagrać w klubie AS Roma. Jednak losy Maxa jako sportowca miały pójść w innym kierunku. W 1988 roku przyjaciel namówił go do wzięcia udziału w lokalnych wyścigach na torze Vallelunga i tam odkrył on swoje prawdziwe powołanie. Rozpoczął starty w Mistrzostwach Włoch w klasie 125 cm³, a także w Mistrzostwach Europy w klasie 250, gdzie wygrał w 1991 roku. Startował też z dziką kartą w Motocyklowych Mistrzostwach Świata, w klasie 250 na motocyklu Aprilia, w GP Francji i Republiki San Marino.
W 1992 r. startował już pełny sezon, również na motocyklu Aprilia. W końcowej klasyfikacji zajął wysokie 5. miejsce, pięciokrotnie stając na podium w tym jedno zwycięstwo w GP Południowej Afryki.
Sezon 1993 to przesiadka Maxa na motocykl Honda i czwarta pozycja w klasyfikacji generalnej, podobnie jak sezon wcześniej, pięć podiów w tym jedno zwycięstwo. Następnie przesiada się ponownie na Aprilie.
Od roku 1994, następuje absolutna dominacja Maxa Biaggi w klasie 250 cm³. 10 razy na podium, w tym 5 zwycięstw, daje mu mistrzostwo świata.
W sezonie 1995, Max tylko raz w całym cyklu nie stanął na podium, a było to w Japonii. Natomiast w pozostałych 12 wyścigach nie schodził z podium, ośmiokrotnie wygrywając i zapewniając sobie kolejny tytuł mistrzowski.
1996 rok to wiele upadków Maxa w wyścigach. O mały włos nie wygrał z nim Ralf Waldmann w klasyfikacji końcowej, jednak Max sześcioma punktami zapewnia sobie tytuł mistrzowski, po raz trzeci z rzędu.
Sezon 1997 zdominowany był przez czterech kierowców w klasie 250. Olivier Jacque, Tetsuya Harada, Ralf Waldmann i Max Biaggi, walczyli łeb w łeb o tytuł mistrzowski, jednak z całej czwórki to Max (tym razem na Hondzie) zwyciężył po raz czwarty w swojej karierze mistrzostwo świata, wygrywając z Ralfem Waldmannem zaledwie dwoma punktami.
W sezonie 1998 Max przenosi się do klasy 500 cm³, gdzie dosiada motocykla Honda. W swoim pierwszym debiutanckim, inauguracyjnym wyścigu w GP Japonii wygrywa i staje się sensacją. Na najwyższym stopniu podium melduje się jeszcze raz podczas GP Czech i z dorobkiem 208 punktów, w tym 8 razy podium (2 wygrane) zostaje wicemistrzem świata w klasie 500 cm³. O wicemistrzostwo walczył z Carlosem Checą. Max okazał się jednak lepszy. Ostatecznie, przegrał jedynie z Mickiem Doohanem i otrzymuje nagrodę „Rookie of the Year”. Po tym fantastycznym sezonie wielu upatrywało się w nim przyszłego mistrza świata w „królewskiej” klasie.
Tak się jednak nie dzieje i bogaty w upadki i kontuzje sezon 1999 na motocyklu Yamaha, dla Maxa kończy się na 4 pozycji w klasyfikacji generalnej (7 razy podium w tym jedna wygrana, 194 punkty).
Rok 2000, dla Maxa nie był zbyt szczęśliwy, przynajmniej pierwsza połowa sezonu, kiedy to Max czterokrotnie nie brał udziału w wyścigu, lub też się przewracał (pamiętny wyścig w Jerez, kiedy jego maszyna stanęła w płomieniach, po wywrotce na okrążeniu rozgrzewającym). Jednak druga połowa sezonu była znacznie lepsza (dwa zwycięstwa i dwie trzecie pozycje), co pomogło w końcowej klasyfikacji wspiąć się z liczbą punktów 170, na trzecie miejsce tuż za debiutującym w tym sezonie Valentino Rossi, który jak sam Max mówił „popsuł mu szyki” w późniejszych sezonach.
Tak też się stało w sezonie 2001, kiedy to zawrzało i to bardzo ostro pomiędzy tymi dwoma włoskimi zawodnikami. Pamiętne niecenzuralne gesty, walka na łokcie, przepychanki, czy też nawet rękoczyny, bardzo popsuły widowiskową walkę o mistrzostwo świata obydwu kierowców. Jednak to Valentino Rossi wyszedł z tej ostrej walki zwycięsko, a dla Maxa po raz kolejny pozostało wicemistrzostwo, z dorobkiem 219 punktów (9 razy na podium w tym 3 zwycięstwa).
Sezon 2002 to zmiana motocykla z dwusuwowej na czterosuwową Yamahę i powtórka tego, co zdarzyło się sezon wcześniej. Po raz trzeci Max musiał się zadowolić drugą pozycją w mistrzostwach świata po tym, jak 8 razy stawał na podium z czego dwa razy na najwyższym. Mistrzem świata został Valentino Rossi, jednak między obydwoma kierowcami stosunki poprawiły się.
W 2003 roku Max przesiada się na Hondę, lecz tym razem w walkę Rossi - Biaggi wmieszał się niespodziewanie Hiszpan Sete Gibernau. Max ukończył sezon na trzeciej pozycji z dorobkiem 228 punktów, dziewięciokrotnie stając na podium (w tym dwa zwycięstwa).
Kolejny sezon 2004 podobnie jak w sezonie 2003, Max ukończył na 3 pozycji, za Valentino Rossi i Sete Gibernau z dorobkiem 217 punktów (9 razy podium w tym jedno zwycięstwo).
Najsłabszym sezonem dla Maxa okazał się być sezon 2005, kiedy to Max tylko cztery razy stawał na podium i ani razu nie zwyciężył, co dało mu w rezultacie piątą pozycję w końcowym rozrachunku. Po tym sezonie Max nie dostał angażu w żadnym zespole i opuścił Motocyklowe Mistrzostwa Świata.

## World Superbike
W 2007 Max Biaggi ścigał się w mistrzostwach świata Superbike w teamie Alstare Suzuki Corona Extra - sezon ukończył na 3 pozycji za Toselandem i Hagą.
W 2008 roku Max przeszedł do włoskiego teamu Sterilgarda gdzie ścigał się na motocyklu Ducati 1098R. Jego partnerem w teamie był Ruben Xaus. Wszyscy oczekiwali, iż to po świetnym debiucie Biaggi ponownie będzie liczył się w walce o tytuł. Ostatecznie jednak po wielu upadkach i problemach, sezon zakończył dopiero na 7. pozycji.
W sezonie 2009 Biaggi przeniósł się do debiutującej w serii włoskiej ekipy Aprilia, z którą to Włoch miał styczność jeszcze jako junior. Do dyspozycji miał wówczas motocykl Aprilia RSV4. Team partnerem Maxa został Japończyk Shinya Nakano. W przeciwieństwie do poprzedniego roku, w tym z przyczyn technicznych, nikt nie oczekiwał Maxa walczącego o mistrzostwo. Włoch jednak debiut w nowej stajni mógł zaliczyć do udanych, ponieważ w kilku wyścigach udało mu się wywalczyć miejsce w trójce, w tym zwycięstwo na ulubionym torze Masaryk Circuit, w Czechach. Zmagania zakończył na przyzwoitej 4. pozycji.
W roku 2010 kontynuował współpracę z włoską ekipą. Jego partnerem został jednak młody Brytyjczyk, Leon Camier.